# Levičnik
Levičnik je priimek več znanih Slovencev:

## Znani nosilci priimka
- Levičnik, znana rodbina iz Železnikov
- Albert Levičnik (1846—1934), pravnik, sodnik, predsednik Deželnega sodišča v Ljubljani
- Alfonz Levičnik (1869—1966), duhovnik, dr. teologije, katehet in nabožni pisec
- Andrej Levičnik (1928—2020), ekonomist, gospodarstvenik, politik, direktor SDK; rokometni delavec
- Bor Levičnik, alpinist
- Gašper Jurij Melhior Levičnik (1772—1824), pravnik
- Henrik Levičnik (1810—1862), šahist
- Jernej Levičnik (1808—1883), rimskokatoliški duhovnik, pesnik in prevajalec
- Jožef Levičnik (1826—1909), učitelj, pesnik in organist
- Jurij Levičnik (1925—1989), gospodarstvenik
- Karel Levičnik (1900—1968), generalpodpolkovnik JLA
- Luka Levičnik, posestnik, fužinar, dobrodelnež ("oče ubogih") v Železnikih
- Miloš Levičnik (1913—1994), glasbenik, pravnik, športni in društveni delavec
- Nina Levičnik, arhitektka, sommelierka
- Špela Levičnik Oblak, direktorica LUNA\TBWA &regijska direktorica TBWA CEE Adriatic, filmska scenaristka
- Tina Levičnik (*1984), atletinja, sedmerobojka